# État du Vietnam
1949–1955
Entités précédentes :
- Gouvernement central provisoire du Viêt Nam

Entités suivantes :
- République démocratique du Viêt Nam (Nord-Viêt Nam)
- République du Viêt Nam (Sud-Viêt Nam)

L'État du Vietnam (vietnamien : Quốc gia Việt Nam) est un ancien État du Vietnam, créé le 14 juin 1949,, avec Saïgon pour capitale. Constitué en tant qu'État associé à l'Union française, il naît durant la guerre d'Indochine (1946-54) dans le but de réunifier l'ensemble du territoire vietnamien et de constituer une alternative politique au Việt Minh communiste alors en lutte contre la colonisation française. Il obtient son indépendance totale de la France le 4 juin 1954, un mois avant de devoir céder le Nord aux communistes. Le poste de chef de l’État (Quốc Trưởng) est occupé par l'ancien empereur Bảo Đại.
Après les accords de Genève et la fin de l'Indochine française en 1954, l'État du Viêt Nam doit céder la moitié nord de son territoire à la république démocratique du Viêt Nam. Le 26 octobre 1955, le premier ministre Ngô Đình Diệm évince le chef de l'État et proclame la république du Viêt Nam (couramment appelée Sud Viêt Nam). Le Sud-Vietnam s'est retiré de l'Union française la même année.

## Histoire

### Formation
L'État du Viêt Nam est constitué dans le contexte de la guerre d'Indochine, alors que la France, confrontée à la rébellion du Việt Minh dirigé par Hô Chi Minh, cherche à opposer aux communistes une alternative politique valable. Le Viêt Nam, contrairement au Laos et au Cambodge, demeure alors divisé en trois territoires, les protectorats du Tonkin et de l'Annam, et la colonie de Cochinchine, et n'a plus d'autorité centrale depuis la chute de la dynastie Nguyễn. En 1947, les tentatives de pourparlers avec Hô Chi Minh n'ayant rien donné, le haut-commissaire Émile Bollaert envisage de ramener au pouvoir Bảo Đại, dernier empereur des Nguyễn, qui avait abdiqué en 1945 dans le contexte de la révolution d'Août.
Bảo Đại impose alors à Bollaert de longues et laborieuses négociations sur le degré d'autonomie dont pourra bénéficier le Viêt Nam. N'ayant alors pas de poste officiel, il demande la constitution d'un gouvernement provisoire vietnamien qui pourra mener les négociations : fin mai 1948, le Gouvernement central provisoire du Viêt Nam est constitué sous la présidence du général Nguyễn Văn Xuân. Le 5 juin 1948, Xuân signe, en présence de Bảo Đại, des accords avec la France garantissant un degré d'indépendance au Viêt Nam, qui devient un État associé de l'Union française. Mais si le Gouvernement central réunit l'Annam et le Tonkin, la réunification totale du pays est bloquée du fait du statut juridique de la Cochinchine : ce n'est qu'en juin 1949 que la colonie est réunie aux deux autres pays vietnamiens. Après les Accords de l'Élysée, Bảo Đại accepte alors de prendre ses fonctions et l'État du Viêt Nam est officiellement proclamé le 2 juillet. Afin de ne pas donner le sentiment d'une restauration monarchique, l'ancien empereur n'utilise que le titre de « chef de l’État », la définition du régime politique du pays étant renvoyée à plus tard. La guerre à partir d'ici a repris des éléments du conflit idéologique de la guerre froide, alors que le colonialisme a progressivement cédé la place à l'autonomie autochtone et que la France a combattu le communisme au nom de la protection de ses alliés au sein de l'Union française.
Via son Armée nationale vietnamienne commandée par le général Nguyễn Văn Hinh, l'État du Viêt Nam s'engage dès 1950 aux côtés des Français contre le Việt Minh mais ses forces armées demeurent embryonnaires et son territoire continue d'être grignoté par le Việt Minh, notamment lors du désastre de la bataille de la RC 4 en octobre 1950. Le général de Lattre de Tassigny est alors envoyé pour redresser la situation ; il développe l'Armée nationale vietnamienne et choisit de protéger en priorité les régions les plus peuplées et les plus importantes économiquement : le delta du fleuve Rouge et les grandes villes, afin d'isoler les communistes dans les montagnes, dont les populations thaïes, méos et hmongs leur sont réputées hostiles. Mais l'Armée populaire vietnamienne du Việt Minh, de son côté, bénéficie désormais de l'appui de la Chine, alors que le corps expéditionnaire français ne bénéficie pas d'un soutien similaire des États de l'OTAN, plus engagés dans la guerre de Corée. L'État du Viêt Nam, qui n'a pas de constitution et dont le territoire est constamment menacé, ne parvient pas à constituer une alternative crédible, pas plus que la personne de Bảo Đại auquel les Français reprochent bientôt son inaction.

### Partition
La défaite française après la bataille de Dien Bien Phu, conduit à la signature, le 21 juillet 1954, des accords de Genève. Le Viêt Nam est divisé en deux zones de regroupement militaire de part et d'autre du 17e parallèle :
- au nord, la république démocratique du Viêt Nam présidée par Hô Chi Minh est reconnue ;
- au sud, l'État du Viêt Nam reste en place avec à sa tête l'ex-empereur Bảo Đại. Il est établi au sud du 17e parallèle et comprend les provinces du Sud de l'ancien protectorat d'Annam et les provinces de la Cochinchine. Sa capitale demeure Saïgon.

### Changement de régime
Le 26 octobre 1955, le Premier ministre Ngô Đình Diệm organise un référendum révocatoire destiné à écarter Bảo Đại du pouvoir et à instaurer un régime républicain. La république du Viêt Nam (Viêt Nam Công Hoà) est alors proclamée.

## Politique
|   | Nom              | Entre en fonction | Quitte ses fonctions | Titre                                                           |
| - | ---------------- | ----------------- | -------------------- | --------------------------------------------------------------- |
| 1 | Bảo Đại          | 14 juillet 1949   | 21 janvier 1950      | Président du Conseil des ministres ; chef de l'État du Viêt Nam |
| 2 | Nguyễn Phan Long | 21 janvier 1950   | 27 avril 1950        | Président du Conseil des ministres                              |
| 3 | Trần Văn Hữu     | 6 mai 1950        | 3 juin 1952          | Président du Conseil des ministres                              |
| 4 | Nguyễn Văn Tâm   | 23 juin 1952      | 11 janvier 1954      | Président du Conseil des ministres                              |
| 5 | Bửu Lộc          | 11 janvier 1954   | 16 juin 1954         | Président du Conseil des ministres                              |
| 6 | Ngô Đình Diệm    | 16 juin 1954      | 26 octobre 1955      | Président du Conseil des ministres                              |

## Économie

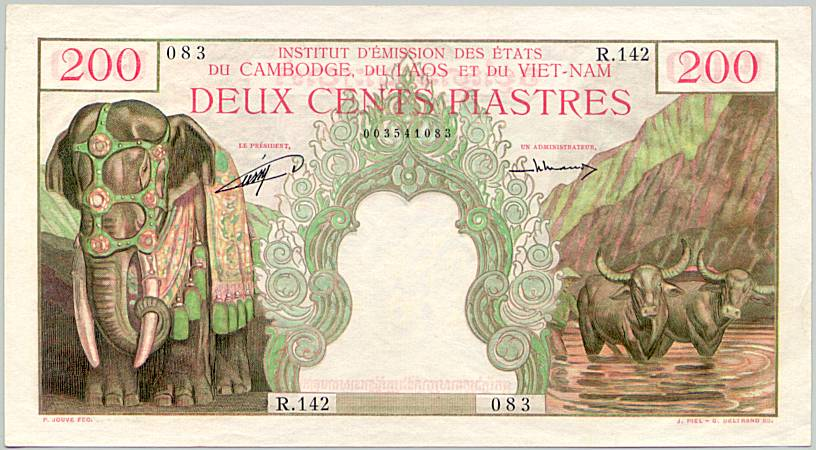
Billet de 200 piastres, 1954.

L'État du Viêt Nam avait pour monnaie la piastre indochinoise dans le cadre de l'Union française.
En 1953, outre la monnaie utilisée conjointement avec le Laos et le Cambodge, le Vietnam a également obtenu sa propre monnaie (Dong sud-vietnamien).